# Josef Thesing
Josef Gerhard Thesing (* 1937 in Alstätte) war stellvertretender Generalsekretär der Konrad-Adenauer-Stiftung.

## Leben
Josef Thesing studierte von 1961 bis 1964 Politische Wissenschaften an der Hochschule für Politik München. Von 1965 wurde er Mitarbeiter der Konrad-Adenauer-Stiftung (KAS). Von 1966 bis 1973 war er Vertreter der Stiftung in Guatemala und Kolumbien, von 1984 bis 2002 Leiter des Internationalen Instituts der Stiftung, von 2000 bis 2002 zudem Stellvertretender Generalsekretär. Er gründete 1978 das Büro für Internationale Zusammenarbeit (BIZ). 2003 ging er in den Ruhestand. Er wurde  Vorstandsmitglied von Ordo socialis, einer wissenschaftlichen Vereinigung zur Förderung der Christlichen Gesellschaftslehre e.V. mit Sitz  in Köln,  Ehrenvorsitzender  des Vereins zur Förderung des Museums für Jüdische Geschichte in Polen e.V., Berlin und Vorsitzender des Kuratoriums der Deutsch-Polnischen Gesellschaft Köln-Bonn.
Ab 1989 baute er die Außenstelle der Konrad-Adenauer-Stiftung in Warschau auf. 1991 wurde er Mitglied der Deutsch-Polnischen Gesellschaft Köln/Bonn, von 1998 bis 2000 war er Geschäftsführendes Vorstandsmitglied der Gesellschaft und  von 2005 bis 2007 Vorsitzender.
Von 2005 bis 2013  war er Vorsitzender des Vereins zur Förderung des Museums für Jüdische Geschichte in Polen. Er gehört dem Vorstand der bundesweiten Vereinigung Gegen Vergessen – Für Demokratie an.
Josef Thesing ist verheiratet und hat drei Kinder. Er seit 1961 Mitglied der katholischen Studentenverbindung KDStV Aenania München im Cartellverband der katholischen deutschen Studentenverbindungen.
Thesing publizierte mehr als 70 Bücher, die in 23 Sprachen erschienen. Von 1990 bis 2005 war er Lehrbeauftragter an der Universität zu Köln.

## Ehrungen
Thesing wurde mit zahlreichen hohen ausländischen Orden und Ehrungen ausgezeichnet, wie einer Ehrendoktorwürde und einer Ehrenprofessor an der Katholischen Universität Rafael Landívar (Universidad Rafael Landivar de Ciudad de Guatemala), Ehrendoktorwürden der Wirtschaftsuniversität in Prag und der Katholischen Universität in Córdoba/Argentinien; sowie dem Bundesverdienstkreuz 1. Klasse. 2008 wurde er mit dem Großen Bundesverdienstkreuz ausgezeichnet.